# Inga Moore
Inga Moore (Sussex, 1945) es una escritora e ilustradora angloaustraliana de libros infantiles.

## Biografía
Moore nació en 1945 en Sussex, Inglaterra, A la edad de ocho años, emigró con su familia a Australia, donde fue a la escuela en Adelaida. Ha dicho que a la edad de catorce años su libro favorito era The Journal of a Tour to the Hebrides de James Boswell.
Después de dejar la escuela, aceptó diversos trabajos. El libro de Raymond Briggs, Father Christmas (1973), la inspiró a dedicarse a la ilustración de libros infantiles y comenzó a buscar trabajo como ilustradora. Una de sus primeras obras, Aktil's Big Swim (1980), cuenta la historia de un ratón de Dover que decide nadar por el Canal de la Mancha, sin darse cuenta de lo ancho que realmente es.
A principios de la década de 1980, Moore volvió a vivir en Inglaterra y se instaló en Hampstead, mientras seguía trabajando en libros ilustrados. Su libro Sixto Seis Cenas (1990), un libro ilustrado para niños sobre un gato, tardó seis meses en completarse y ganó el Premio Nestlé Smarties Book en la categoría de libros para niños menores de cinco años.Durante la recesión de principios de la década de 1990, su apartamento fue embargado. Aunque Moore encontró un apartamento en una casa de estilo palladianismo grande en un pueblo de Gloucestershire, con buena luz en una habitación que planeaba usar como estudio. No muy lejos del río Windrush, el campo alrededor de la casa inspiró las ilustraciones de la edición de Moore de El viento en los sauces de Kenneth Grahame, que vendió más de un millón de copias.Sus ediciones de otros clásicos infantiles incluyen El jardín secreto de Frances Hodgson Burnett y El fantasma de Canterville de Oscar Wilde.
En 2010, vivía y trabajaba en Gloucestershire. Tras su versión de El viento en los sauces, está trabajando en una secuela.

## Libros publicados
- Aktil's Big Swim (Oxford University Press, 1980, ISBN 9780195546347)
- Aktil's Rescue (Oxford University Press, 1982)
- The Vegetable Thieves (Andersen Press Ltd, 1983; Viking Press, 1984, ISBN 9780670743803)
- A Big Day for Little Jack (1984)
- The Truffle Hunter (Andersen Press Ltd, 1985)
- Fifty Red Night-caps (Walker, 1988, ISBN 9780744517835)
- Rose and the Nightingale (London: Andersen Press, 1988)
- The Sorcerer’s Apprentice (Prentice Hall, 1989)
- Sixto Seis Cenas (Simon & Schuster, 1990, ISBN 9780750003049)
- Oh, Little Jack (1992)
- The Little Apple Tree (1994)
- Six Dinner Sid: A Highland Adventure (2010)
- A House in the Woods (Candlewick Press, 2011)
- Captain Cat (Walker Books, 2012, ISBN 9781406337303)
- El bibliobús de Alce (Edelvise, 2021, ISBN 9788414033531)

## Libros ilustrados para otros autores
- Prayers for Children, de Caroline Royds (Doubleday, 1989)
- Ana la de Tejas Verdes, de Lucy Maud Montgomery (Henry Holth & Co, 1994)
- El viento en los sauces, de Kenneth Grahame (Walker Books, 1999, ISBN 9780744567090)[5]
- El dragón perezoso, de Kenneth Grahame, 2004, ISBN 9788434226401)[6]
- El libro de las bestias, de Kenneth Grahame y E. Nesbit (2006)
- El jardín secreto, de Frances Hodgson Burnett (Walker Books, 2008, ISBN 9781406318500)
- El fantasma de Canterville, de Oscar Wilde
- Las aventuras de Mowgli de Rudyard Kipling (Vicens Vives, 2001, ISBN 84-316-5944-0)[7]